# The Open Door (McPhee-Duval-Album)
The Open Door ist ein Jazzalbum von Joe McPhee und Dominic Duval. Die am 14. Juni 2006 im Casa del Popolo, Montreal entstandenen Aufnahmen erschienen 2007 auf CIMP, am 24. November 2016 als Download bei Catalytic Sound.

## Hintergrund
Nach der Hommage an einen Free-Jazz-Pionier – The Dream Book (1999) war der Musik von Ornette Coleman gewidmet – folgte 2007 die Hommage an den Altsaxophonisten Jackie McLean. Das Album endet mit Variationen über „God Bless the Child“; Jackie McLean hatte das Stück mit Mal Waldron, dem Begleitmusiker der Co-Autorin Billie Holiday, in den 1970er-Jahren aufgenommen.
Auf dem Festival Suoni Per il Popolo festival in Montreal entstand auch das McPhee-Album Air: Above & Beyond (2007), mit Duval und Jay Rosen.

## Titelliste
- Joe McPhee & Dominic Duval: The Open Door (CIMPoL 500)[2]

1. Escape from the Shadows 25:09
2. Freedom to Choose 9:32
3. More Violets 1:29
4. The Open Door 11:12
5. Rainbow Crossing 6:45
6. A Poetic Resonance 8:32
7. Variations on God Bless the Child 8:12

Die Kompositionen stammen von Joe McPhee und Dominic Duval.

## Rezeption
Nach Ansicht der italienischen Redaktion von All About Jazz finden Joe McPhee und Dominic Duval, langjährige Gefährten in einer riesigen Anzahl von Aufnahmen mit den größten Namen der US-Kreativszene, in ein telepathisches und sich gegenseitig anregendes Zusammenspiel auf wunderbare Weise wieder. Die einzige greifbare Präsenz von McLeans Figur liege in dem leicht gesprenkelten nasalen Timbre, das oft der Tonalität von Joe McPhees Altsaxophonspiel ähnle. The Open Door sei ein langer, [weitgehend] ununterbrochener Dialog zwischen zwei Freigeistern. Mal überwiege der melancholische, besinnliche Ton, mal blitzen flammende Pfeile oder scharfe messerscharfe Klänge auf.
Ebenfalls in All About Jazz schrieb Clifford Allen, der Bassist biete McPhee reichlich Antrieb und melodischen Rahmen, um seine rauen, gezackten Töne und sein schroffes Vibrato in einer Ausschüttung bluesiger Energie auszudrücken. Der stärkste Moment der Platte könnte das Schlussstück des ersten Sets sein, „More Violets“, eine eineinhalbminütige Extrapolation, die an einige von McPhees Themen auf dem Tenorsaxophon erinnere, eine sakrale Melodie, die leise und doch mit dem Gewicht einer ganzen Gemeinde gespielt werde.